# Pyotr Bystrov
Pyotr Bystrov (Níjni Novgorod, 15 de julho de 1979) é um futebolista profissional russo, meio campista, milita no Rubin Kazan.